# Château de Strečno
Le château de Strečno (en slovaque : Strečniansky hrad) est un monument médiéval situé à Strečno, à 7 kilomètres à l'est de Žilina, au nord de la Slovaquie. Il surplombe le col de Strečno, un emplacement stratégique qui permit à la bâtisse de, notamment, collecter et protéger les droits de péage de la traversée du col.

## Histoire

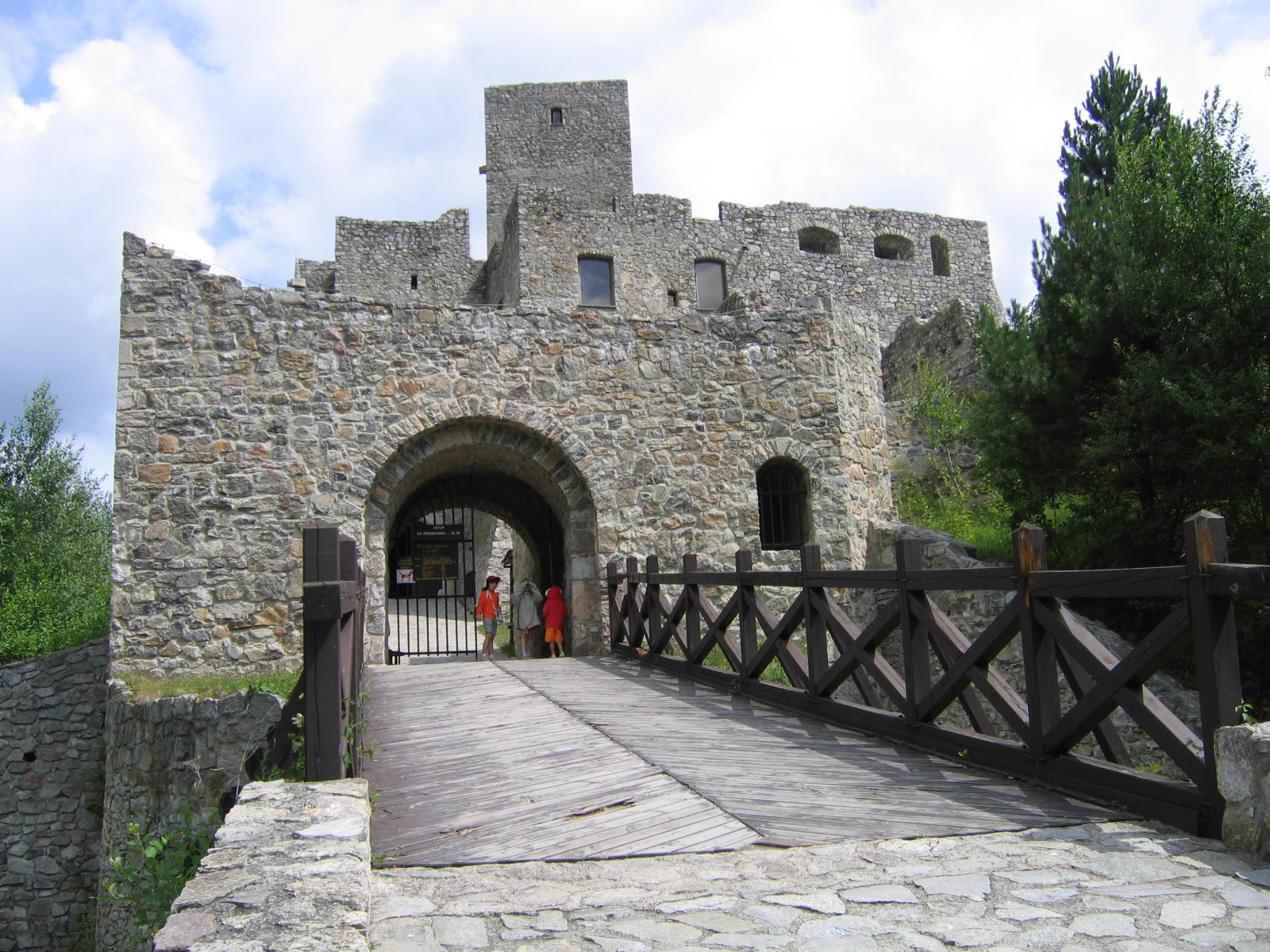
Porche d'entrée du château de Strečno

Le château a été construit aux XIIIe et XIVe siècles par Matúš Čák III Trenčiansky. Au XVe siècle, le château change à plusieurs reprises de propriétaires. Au XVIIe siècle, il est occupé par le prince de Transylvanie rebelle Imre Thököly, ce qui amène les troupes de Léopold Ier du Saint-Empire à détruire les fortifications extérieures en 1698. 
Le 30 août 1944, des soldats français évadés ont aidé le soulèvement national slovaque en tentant depuis le château de bloquer l'avancée de la Wehrmacht. Un monument aux morts établi en face du château commémore cet événement. 
Le château est ouvert au public depuis 1992. 